# Brachicoma chihuahuensis
Brachicoma chihuahuensis là một loài ruồi trong họ Tachinidae.